# M-Wave

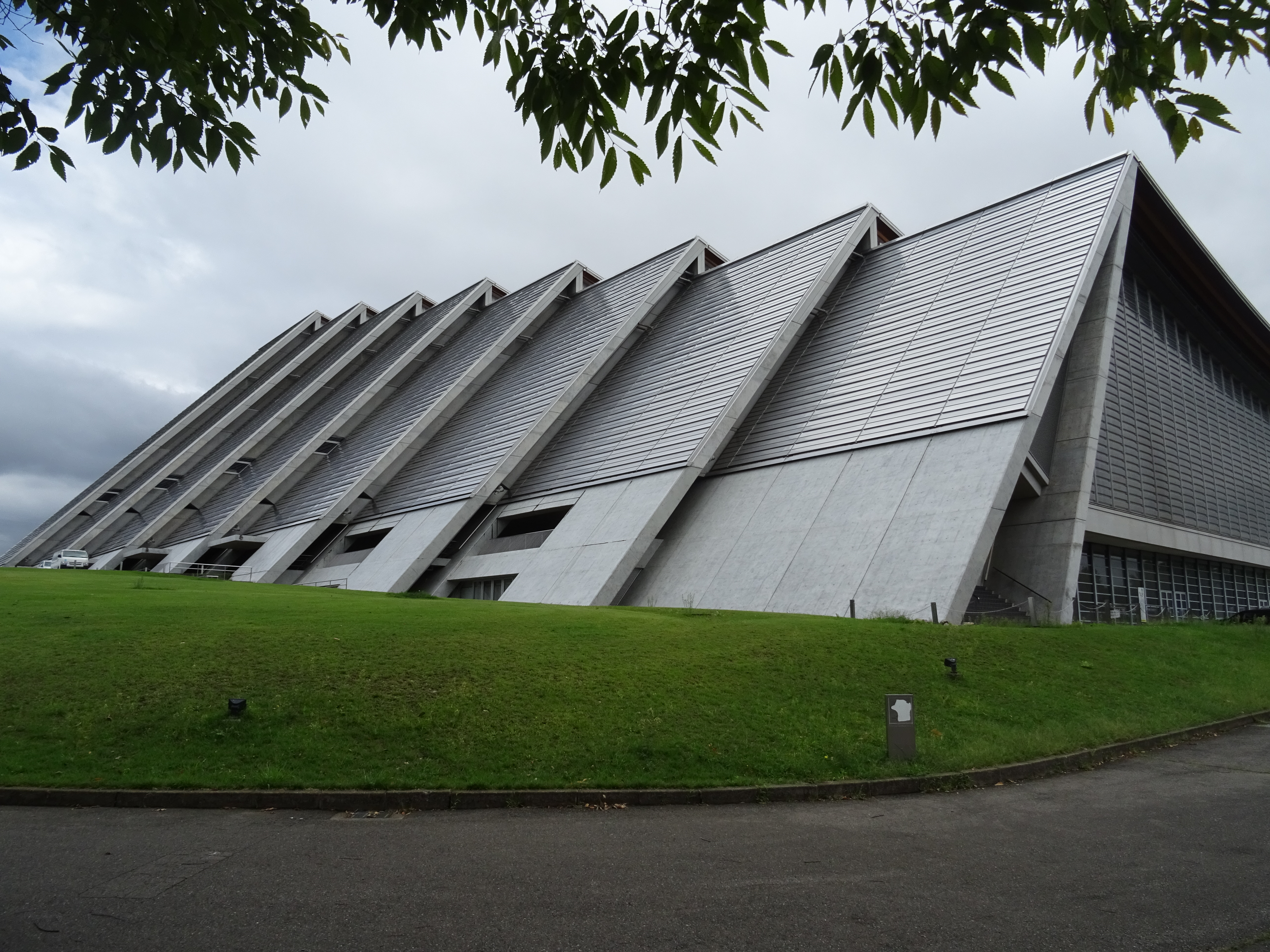
De M-Wave

De M-Wave (Japans:エムウェーブ, Emu-wēbu, Nagano Olympic Memorial Arena) is de overdekte ijsbaan van Nagano. Deze werd gebouwd naar aanleiding van de Olympische Winterspelen van 1998 in Nagano.
Kijkend naar de baanrecords is de M-Wave anno maart 2024 de nummer 10 op de lijst van snelste ijsbanen ter wereld.

## Grote wedstrijden
Internationale kampioenschappen
- 1997 - WK allround
- 1998 - Olympische Spelen
- 2000 - WK afstanden
- 2004 - WK sprint
- 2008 - WK afstanden
- 2014 - WK sprint

Continentale kampioenschappen
- 1999 - CK Azië

Wereldbekerwedstrijden
- 1998/1999 - Wereldbeker 3 sprint
- 2000/2001 - Wereldbeker 4 sprint
- 2002/2003 - Wereldbeker 4 sprint
- 2004/2005 - Wereldbeker 4 sprint
- 2006/2007 - Wereldbeker 5 sprint
- 2008/2009 - Wereldbeker 5 sprint
- 2012/2013 - Wereldbeker 4 sprint
- 2016/2017 - Wereldbeker 2
- 2019/2020 - Wereldbeker 4

Nationale kampioenschappen
- 1997 - JK allround
- 1998 - JK allround
- 2002 - JK allround
- 2006 - JK allround
- 2013 - JK allround
- 2016 - JK allround

## Baanrecords
| Afstand              | Schaatser                                         | Land | Tijd     | Datum         |
| -------------------- | ------------------------------------------------- | ---- | -------- | ------------- |
| 100 m                | Yuya Oikawa                                       | JPN  | 09,54    | 10-12-2006    |
| 500 m                | Tatsuya Shinhama                                  | JPN  | 34,40    | 20-10-2023    |
| 1000 m               | Jordan Stolz                                      | USA  | 1.07,18  | 23-11-2024    |
| 1500 m               | Jordan Stolz                                      | USA  | 1.43,65  | 22-11-2024    |
| 3000 m               | Seitaro Ichinohe                                  | JPN  | 3.40,83  | 13-10-2018    |
| 5000 m               | Davide Ghiotto                                    | ITA  | 6.12,71  | 23-11-2024    |
| 10.000 m             | Sven Kramer                                       | NED  | 12.57,71 | 08-03-2008    |
| Ploegenachtervolging | Andrea Giovannini Davide Ghiotto Michele Malfatti | ITA  | 3.39,82  | 24-11-2024    |
| 2×500 m              | Jeremy Wotherspoon                                | CAN  | 69,460   | 06-03-2008    |
| Sprintvierkamp       | Lee Kyou-hyuk                                     | KOR  | 139,365  | 14-12-2008    |
| Grote vierkamp       | Seitaro Ichinohe                                  | JPN  | 151,590  | 26/27-12-2019 |

| Afstand              | Schaatsster                        | Land | Tijd    | Datum         |
| -------------------- | ---------------------------------- | ---- | ------- | ------------- |
| 100 m                | Jenny Wolf                         | GER  | 10,33   | 13-12-2008    |
| 500 m                | Nao Kodaira                        | JPN  | 37,13   | 27-12-2017    |
| 1000 m               | Miho Takagi                        | JPN  | 1.13,21 | 12-02-2021    |
| 1500 m               | Miho Takagi                        | JPN  | 1.52,78 | 13-02-2021    |
| 3000 m               | Miho Takagi                        | JPN  | 3.59,81 | 29-12-2021    |
| 5000 m               | Martina Sáblíková                  | CZE  | 6.58,22 | 09-03-2008    |
| Ploegenachtervolging | Ayano Sato Miho Takagi Nana Takagi | JPN  | 2.56,37 | 15-12-2019    |
| 2×500 m              | Jenny Wolf                         | GER  | 75,620  | 06-03-2008    |
| Sprintvierkamp       | Miho Takagi                        | JPN  | 149,705 | 28/29-12-2019 |
| Kleine vierkamp      | Ayaka Kikuchi                      | JPN  | 163,890 | 22-12-2015    |

## Wereldrecords
| Nr. | Discipline         | Naam              | Land      | Tijd     | Datum            |
| --- | ------------------ | ----------------- | --------- | -------- | ---------------- |
| 1.  | Grote vierkamp (m) | Keiji Shirahata   | Japan     | 155,966  | 3/4 januari 1998 |
| 2.  | 5000 meter (m)     | Gianni Romme      | Nederland | 6.22,20  | 8 februari 1998  |
| 3.  | 1500 meter (m)     | Ådne Søndrål      | Noorwegen | 1.47,87  | 12 februari 1998 |
| 4.  | 1500 meter (v)     | Marianne Timmer   | Nederland | 1.57,58  | 16 februari 1998 |
| 5.  | 10.000 meter (m)   | Gianni Romme      | Nederland | 13.15,33 | 17 februari 1998 |
| 6.  | 5000 meter (v)     | Claudia Pechstein | Duitsland | 6.59,61  | 20 februari 1998 |

Alle records werden gereden met de klapschaats.